# 乌佐效应

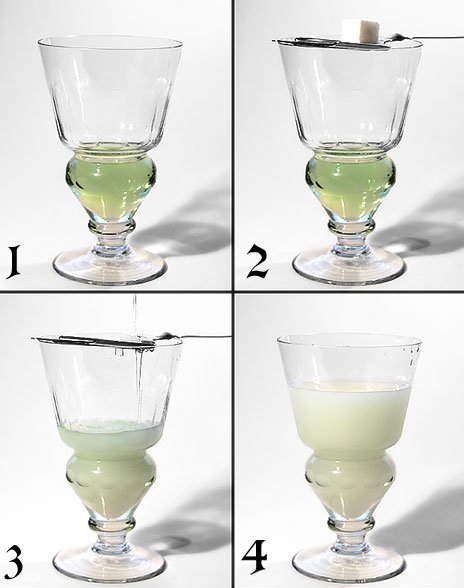
苦艾酒备酒所发生的乌佐效应示意。

乌佐效应（也称悬乳效应或自發乳化）是当水被兑入某些茴香风味力娇酒或烈酒中时产生一种乳白色悬乳状的水包油型微颗粒的反应，因希臘乌佐酒而得名。拉克酒、中东亚力酒和苦艾酒也会发生乌佐效应。
当疏水性精油（如茴香脑）溶解在水-溶剂混合溶液（如酒精）中时，逐渐加入少量的水以降低酒精的浓度，疏水物质从溶液中析出并与乙醇和水一同形成乳浊液。乳液中，物质的微小液滴散射光线，从而使混合物呈现白色。

## 相关研究
在水-溶剂混合溶液中，水包油型微颗粒并不是稳定的结构，因为油会慢慢聚集，直到在宏观层面上实现完全的水-油分离。众所周知，加入少量的表面活性剂，或强烈搅拌可以分离油滴颗粒。
在富含水的乌佐酒混合物液中，无需搅拌或加入活性剂，油滴的聚结也会显著放缓，通过液 - 液成核，形成了一个稳定而均匀的分布式流体。通过小角中子散射测量，液滴的大小大约为1微米。
使用动态光散射分析，Sitnikova等人的研究表明，在乳液中的油滴增长呈奥斯瓦尔德熟化，并且液滴不会聚合。熟化程度随着酒精浓度的增加而减少，最终液滴稳定在平均直径为3微米。

亚稳相曲线和双结点曲线

基于热力学分析，多成份的混合物，其稳定性取决于其相位图中亚稳相曲线和双结点曲线。然而，微观层面上，奥斯瓦尔德熟化程度随酒精浓度的增加而减少的原理尚不明了。

## 应用
大量饮食产品、洗涤剂和身体护理产品都以乳液的形式存在，而且它们需要在长时间内保持稳定的乳剂形式。乌佐效应被看作是生产微乳液过程中无需添加表面活性剂与昂贵的搅拌工艺的潜在选择。